# Pascal Zilliox
Pascal Zilliox, né le 19 juin 1962 à Créhange et mort le 5 août 2000 à Art-sur-Meurthe, est un athlète français, spécialiste des courses de fond.

## Biographie
Il participe aux Jeux olympiques de 1992, à Barcelone, et se classe 64e de l'épreuve du marathon.
Il se classe par ailleurs 44e des championnats du monde d'athlétisme 1997.
Il meurt le 5 août 2000.